# BEDNAR FMT
A BEDNAR FMT s.r.o. egy cseh mezőgazdasági gépgyártó, amely a talajműveléshez, vetéshez és műtrágyázáshoz, a növényi maradványok kezeléséhez, a sorközműveléshez és a sávos talajműveléshez szükséges munkagépek tervezésére és gyártására szakosodott.  

## Történelem
A vállalatot 1997-ben STROM Export s.r.o. néven alapította Ladislav Bednář és partnerei, kezdetben cseh mezőgazdasági gépek exportjára összpontosítva. Idővel saját gépeket kezdett gyártani, melyek közül az első az 1998-ban bemutatott DISK PROFI rövidtárcsa volt. Az évek során a BEDNAR bővítette termékpalettáját és korszerűsítette gyártóüzemeit, különösen Rychnov nad Kněžnou-ban.
2013-ban a vállalatot BEDNAR FMT-re keresztelték át, és Ladislav Bednář lett az egyedüli tulajdonos. A vállalat mezőgazdasági gépek széles választékát kínálja, többek között rövidtárcsákat, vetőgépeket és sorközművelő-kultivátorokat, különösen a nagyüzemi gazdálkodók számára. Egyes gépeket azonban a kisebb ökológiai lábnyomú precíziós gazdálkodásban is használnak. A BEDNAR rendszeresen bemutatja termékeit a nemzetközi mezőgazdasági kiállításokon, mint például az Agritechnica-n és a SIMA-n.
A vállalat kiterjedt értékesítési hálózatot működtet Európában, Észak- és Dél-Amerikában, Ázsiában és Ausztráliában.

## Rekord
2023-ban a SWIFTERDISC XE 18400 MEGA rövidtárcsa rekordot állított fel azzal, hogy 24 óra alatt 769,36 hektárt művelt meg.  

## Fordítás
Ez a szócikk részben vagy egészben  a   BEDNAR FMT című cseh Wikipédia-szócikk fordításán alapul.  Az eredeti cikk szerkesztőit annak laptörténete sorolja fel. Ez a jelzés csupán a megfogalmazás eredetét és a szerzői jogokat jelzi, nem szolgál a cikkben szereplő információk forrásmegjelöléseként.